# 姜占春
姜占春（1904年—1995年），男，直隶（今河北）平山人，中华人民共和国政治人物，曾任河北省政协副主席，中共七大代表。